# Revenge (serie televisiva)
Revenge è una serie televisiva statunitense trasmessa per quattro stagioni dal 2011 al 2015.
La serie è stata trasmessa negli Stati Uniti d'America dal 21 settembre 2011 sul canale ABC ed è liberamente ispirata al romanzo Il conte di Montecristo di Alexandre Dumas. In Italia la serie è stata trasmessa dal 30 novembre 2011 su Fox Life e in chiaro su Deejay TV (stagioni 1 e 2) dal 1º ottobre 2012 e su Rai 2 (stagioni 3 e 4). Nella Svizzera italiana la serie va in onda in chiaro a partire dal 30 maggio 2012 su RSI LA1.

## Trama
Amanda Clarke, sotto la falsa identità di Emily Thorne, si trasferisce negli Hamptons, in cerca di vendetta sulle persone che hanno distrutto la sua famiglia.
Suo padre, David Clarke, un ricco uomo d'affari con il quale ha passato la sua infanzia negli Hamptons, fu accusato, processato e condannato ingiustamente per aver partecipato a un'azione terroristica. Ad incastrarlo furono i Grayson, titolari della "Grayson Global", società della quale David faceva parte, in combutta con molti personaggi a loro vicini. La figlia Amanda invece venne divisa tra famiglie affidatarie e infine rinchiusa in un carcere minorile fino alla maturità. Uscita dal carcere viene accolta nella società da Nolan Ross, amico del padre, che le consegna una scatola contenente i diari di David. Leggendoli Amanda scopre la vera storia del padre e, dopo aver scambiato la sua identità con quella dell'amica Emily Thorne, intraprende il suo cammino di vendetta contro tutti i traditori del padre.

## Episodi
| Stagione         | Episodi | Prima TV USA | Prima TV Italia |
| ---------------- | ------- | ------------ | --------------- |
| Prima stagione   | 22      | 2011-2012    | 2011-2012       |
| Seconda stagione | 22      | 2012-2013    | 2013            |
| Terza stagione   | 22      | 2013-2014    | 2014            |
| Quarta stagione  | 23      | 2014-2015    | 2015            |

## Personaggi e interpreti

### Personaggi principali
- Emily Thorne/Amanda Clarke (stagioni 1-4), interpretata da Emily VanCamp, doppiata da Alessia Amendola.
- Victoria Grayson (stagioni 1-4), interpretata da Madeleine Stowe, doppiata da Franca D'Amato.
- Nolan Ross (stagioni 1-4), interpretato da Gabriel Mann, doppiato da Emiliano Coltorti.
- Jack Porter (stagioni 1-4), interpretato da Nick Wechsler, doppiato da Riccardo Rossi.
- Conrad Grayson (stagioni 1-3, guest star stagione 4), interpretato da Henry Czerny, doppiato da Luca Biagini.
- Daniel Grayson (stagione 1-4), interpretato da Joshua Bowman, doppiato da Gabriele Sabatini.
- Charlotte Grayson (stagioni 1-3, ricorrente stagione 4), interpretata da Christa B. Allen, doppiata da Veronica Puccio.
- Declan Porter (stagioni 1-2), interpretato da Connor Paolo, doppiato da Flavio Aquilone.
- Ashley Davenport (stagioni 1-2, guest star stagione 3), interpretata da Ashley Madekwe, doppiata da Perla Liberatori.
- Aiden Mathis (stagioni 2-3, guest star stagione 4), interpretato da Barry Sloane, doppiato da Massimiliano Manfredi.
- David Clarke (guest star stagioni 1-3, stagione 4), interpretato da James Tupper, doppiato da Alessio Cigliano.
- Margaux LeMarchal (ricorrente stagione 3, stagione 4), interpretata da Karine Vanasse, doppiata da Valentina Mari.
- Ben Hunter (stagione 4), interpretato da Brian Hallisay, doppiato da Marco Vivio.
- Louise Ellis-Ross (stagione 4), interpretata da Elena Satine, doppiata da Chiara Gioncardi.

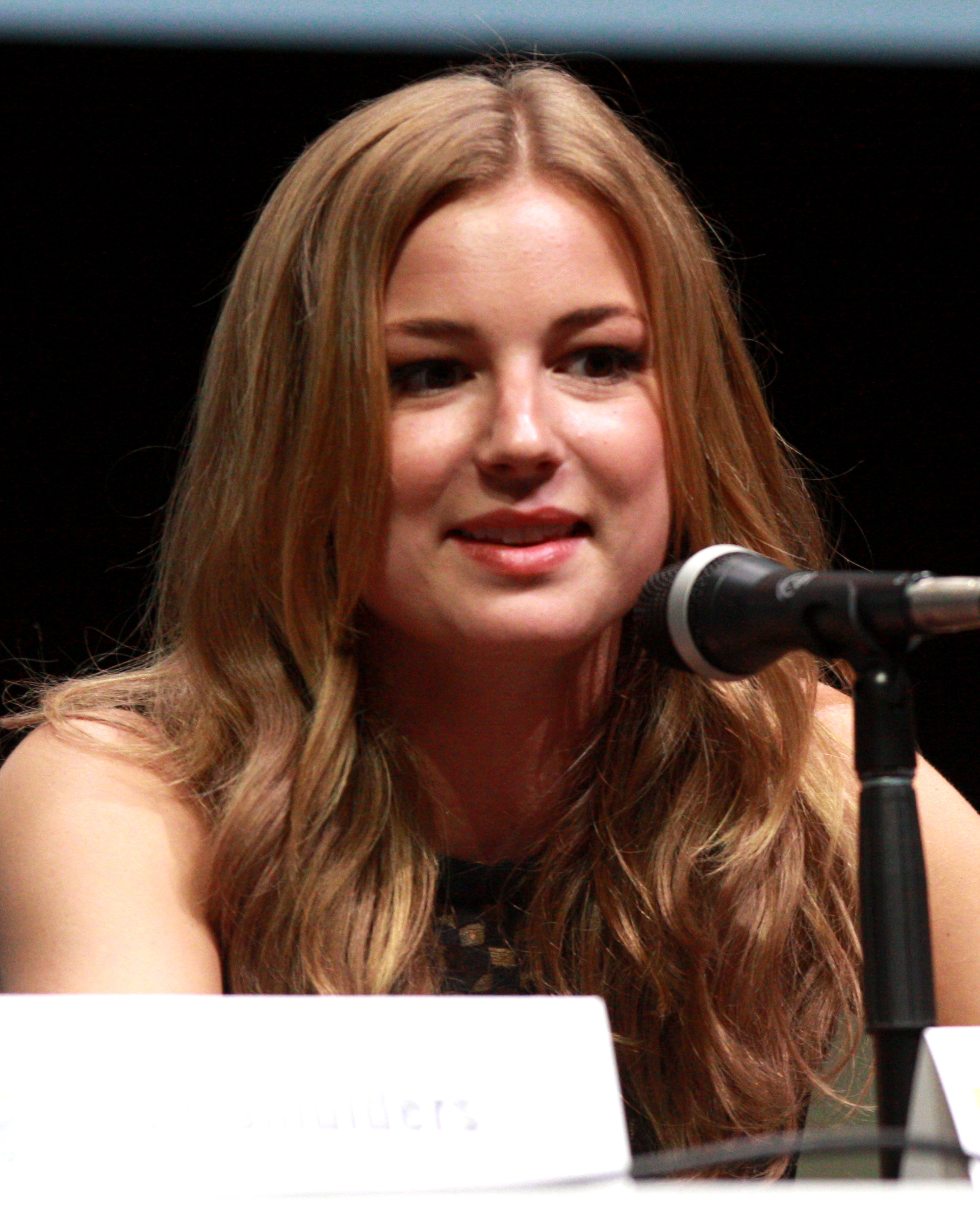
Emily VanCamp interpreta Emily Thorne/Amanda Clarke.
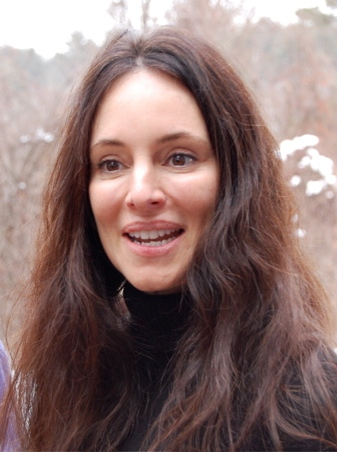
Madeleine Stowe interpreta Victoria Grayson.
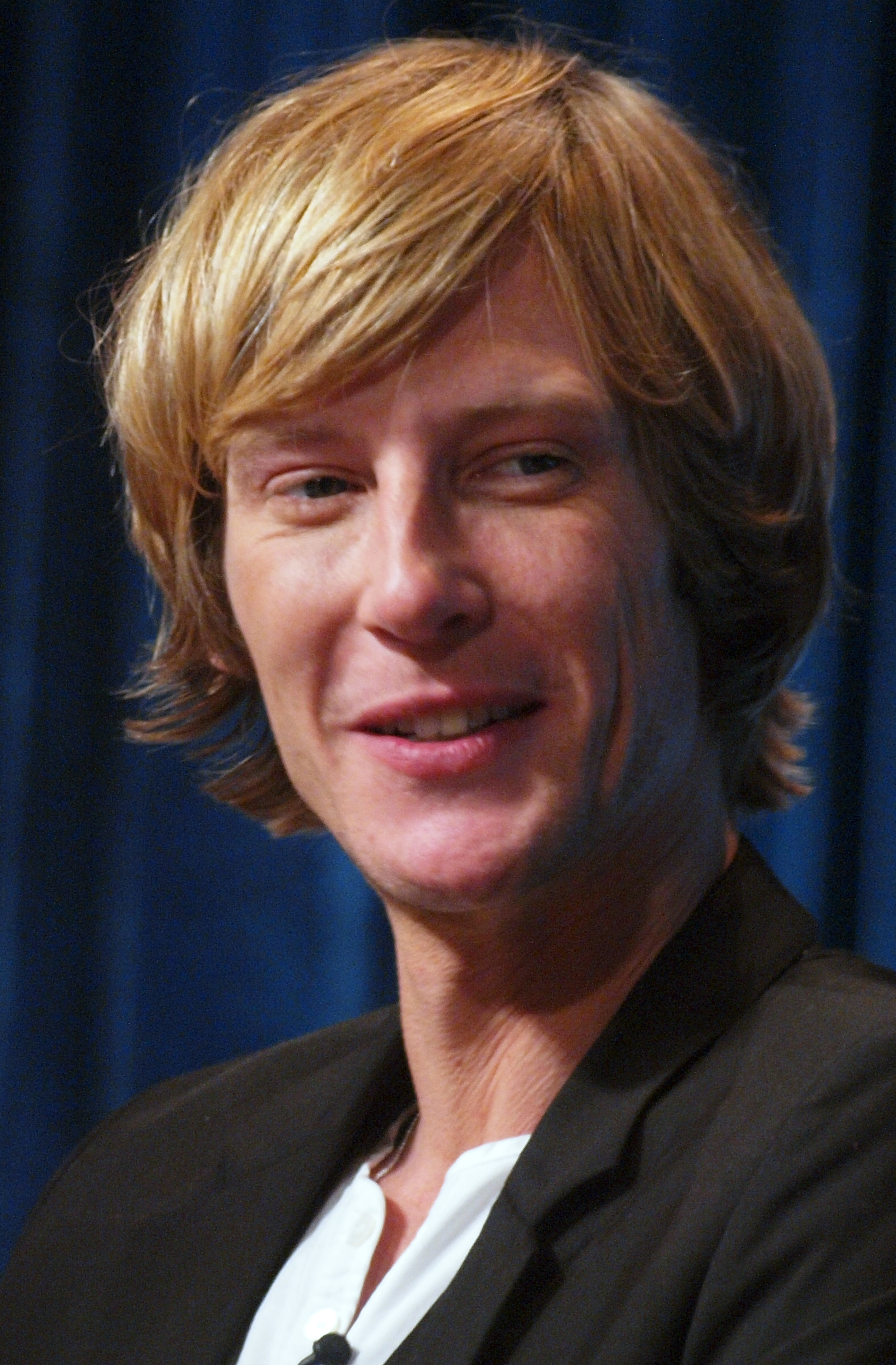
Gabriel Mann interpreta Nolan Ross.
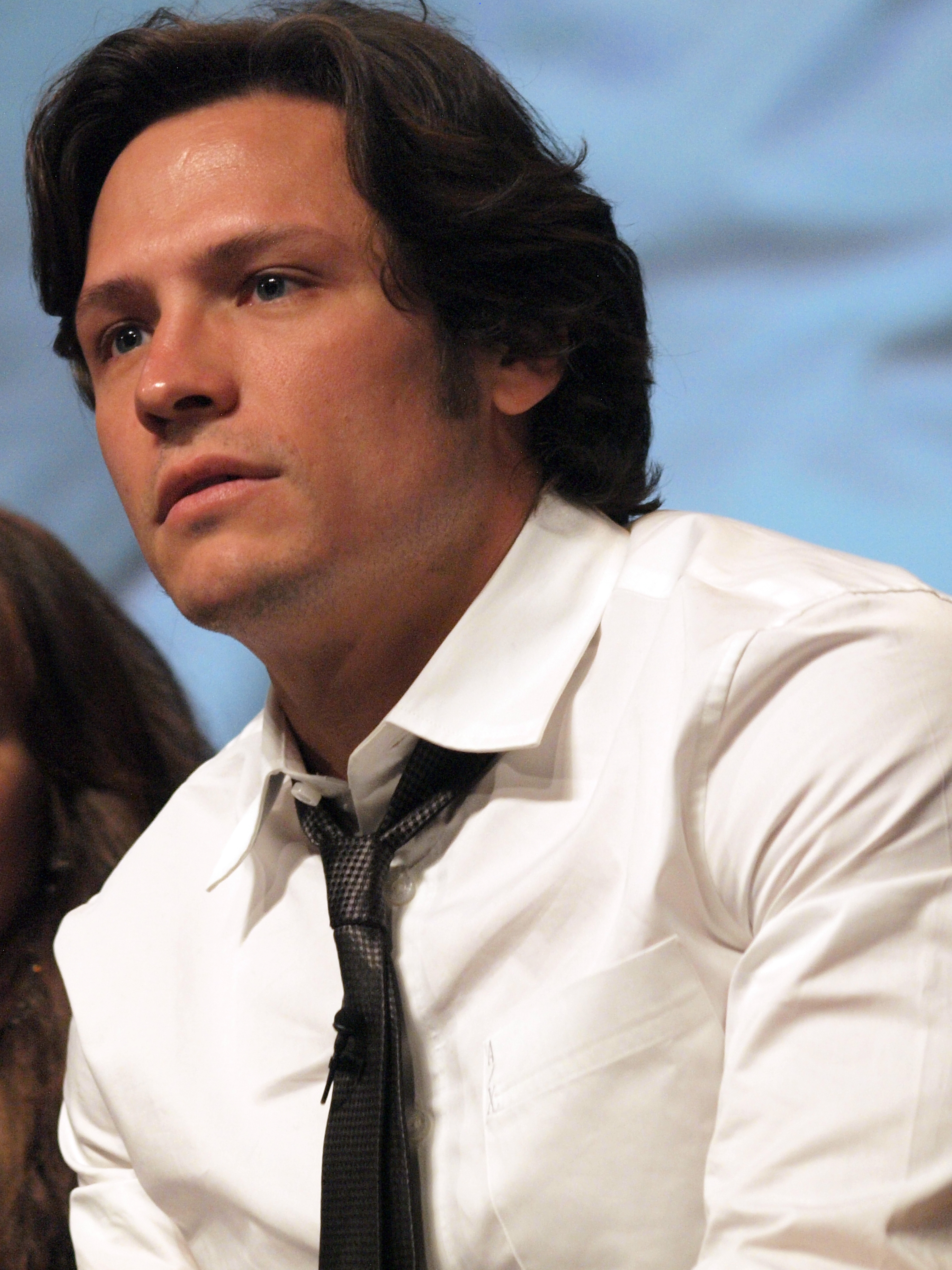
Nick Wechsler interpreta Jack Porter.
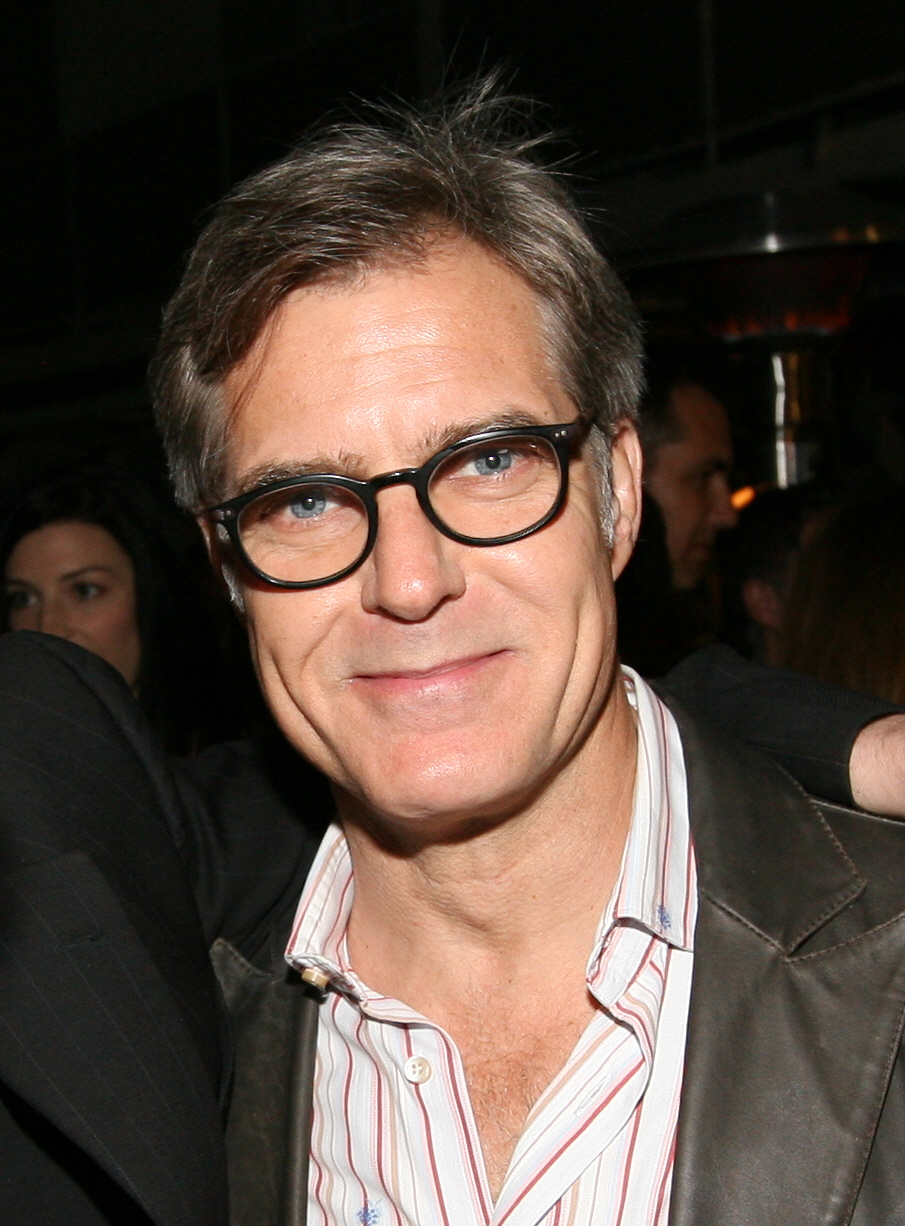
Henry Czerny interpreta Conrad Grayson.
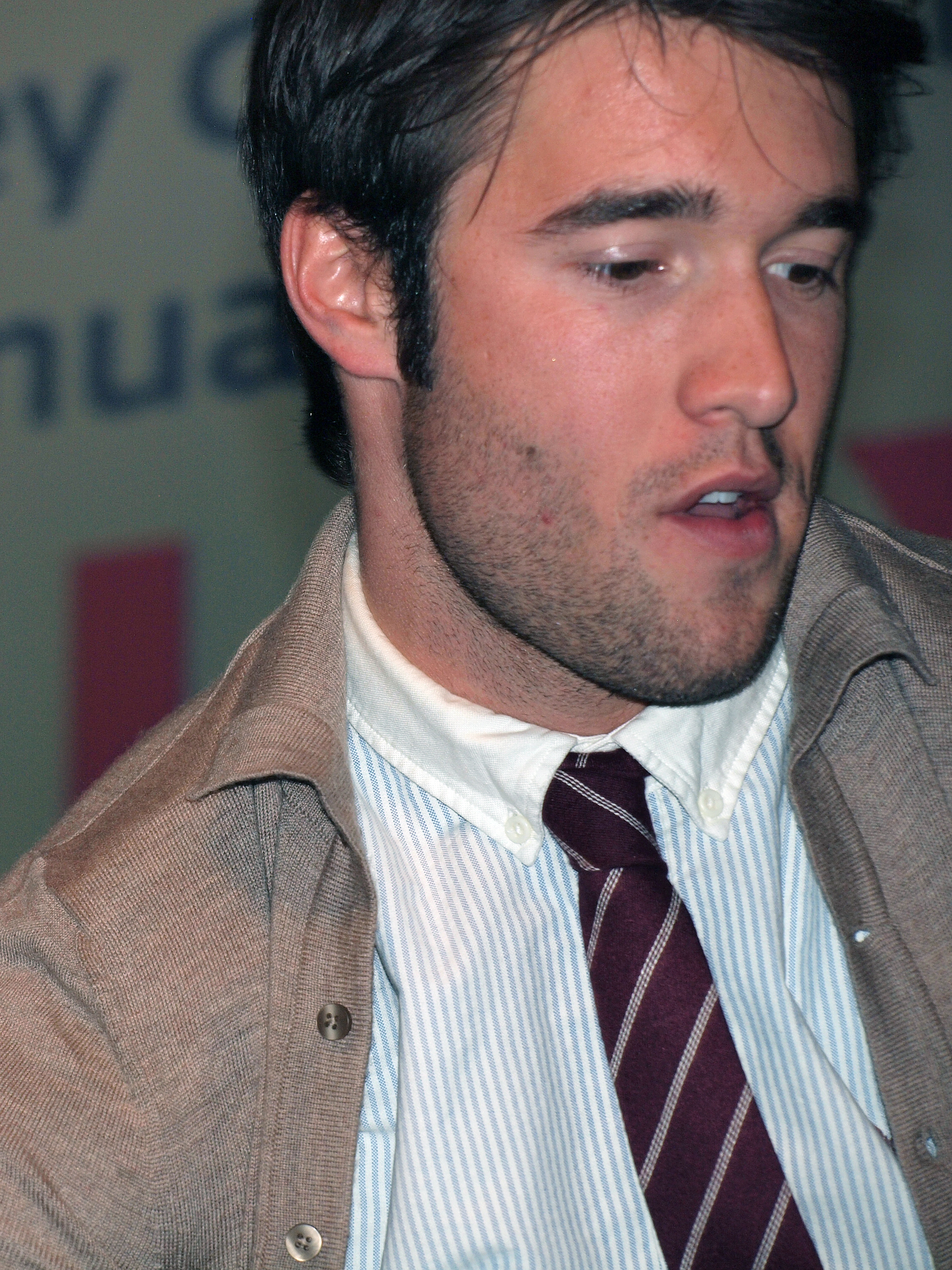
Joshua Bowman interpreta Daniel Grayson.
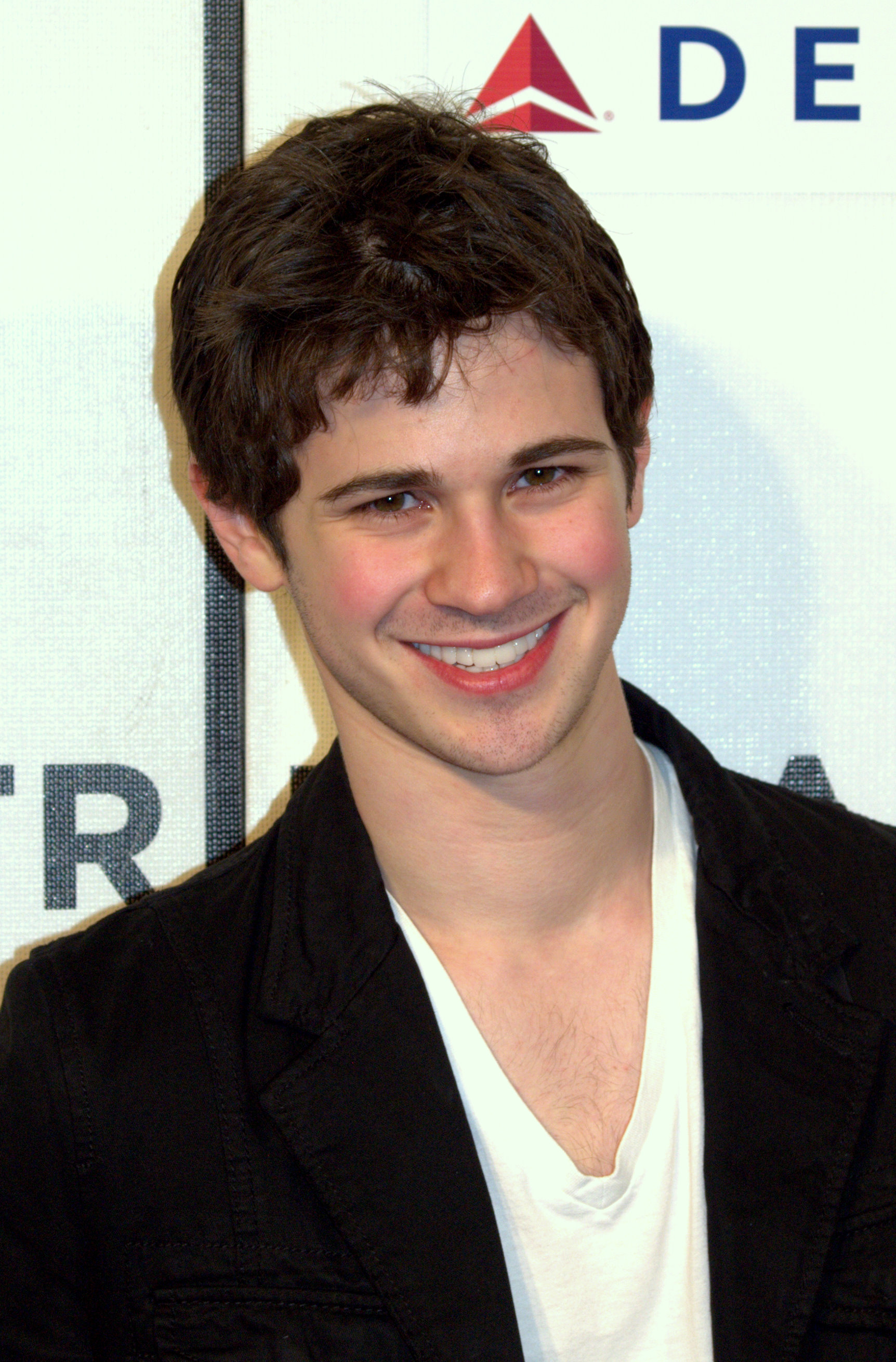
Connor Paolo interpreta Declan Porter.
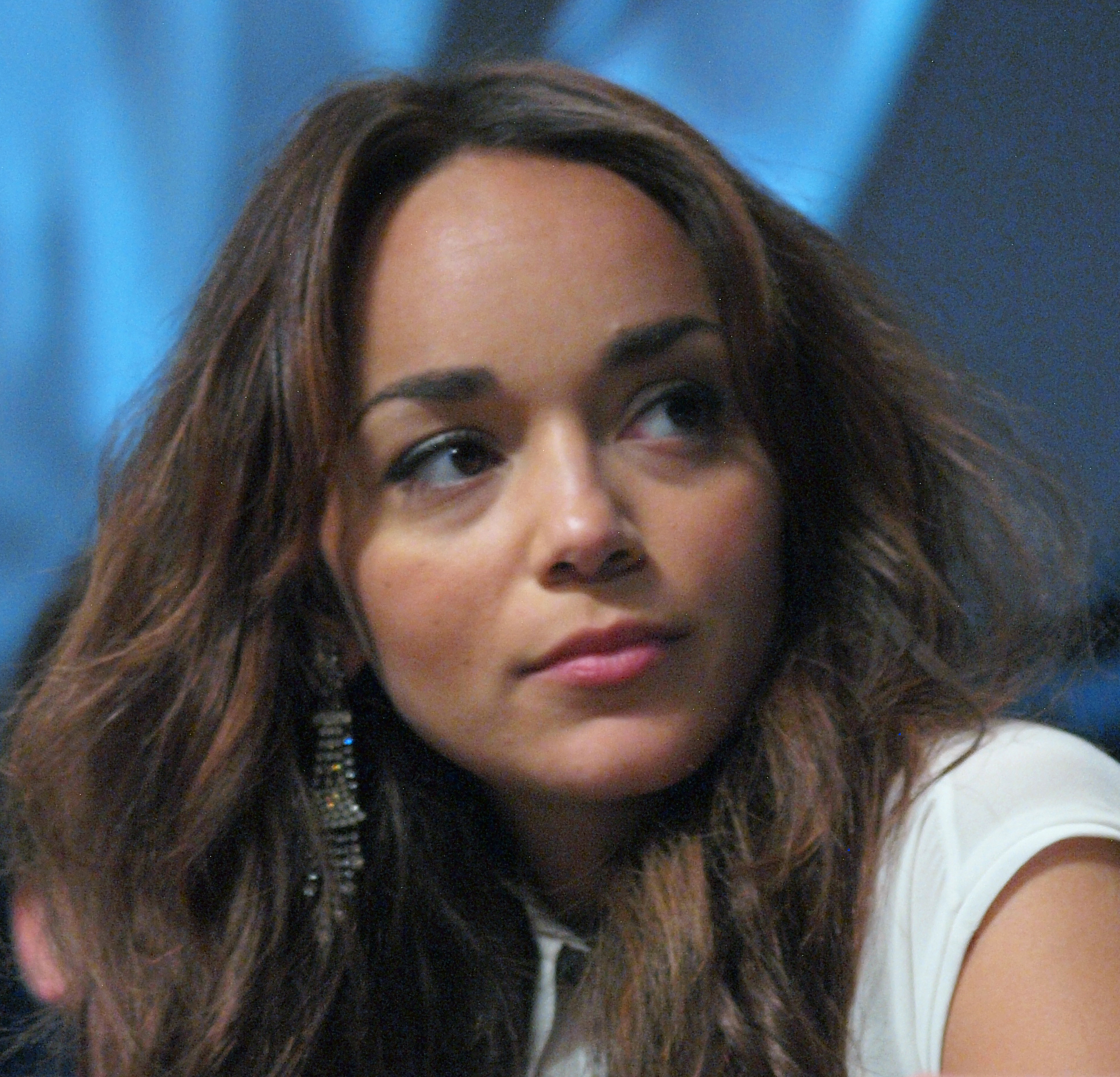
Ashley Madekwe interpreta Ashley Davenport.
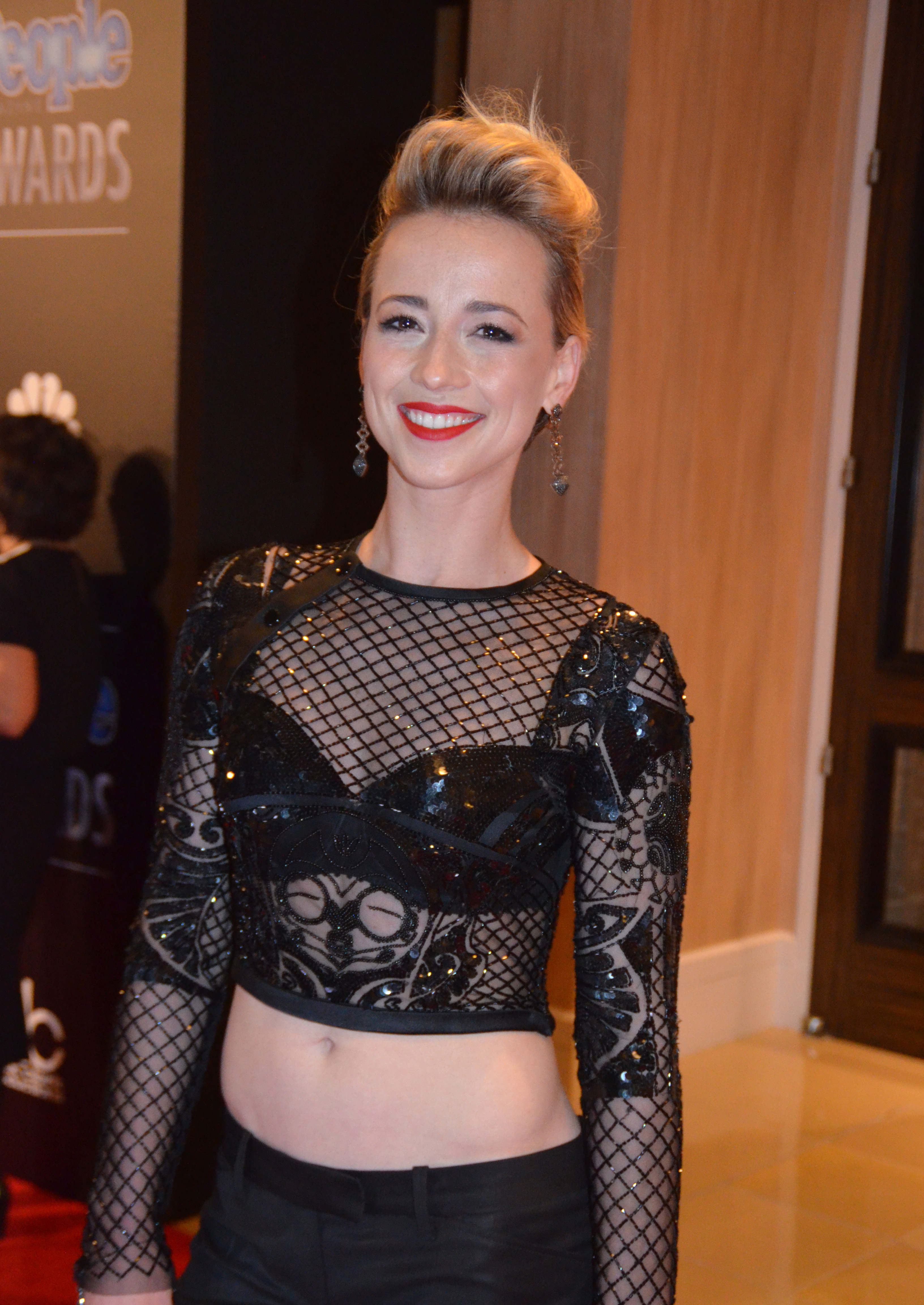
Karine Vanasse interpreta Margaux LeMarchal.
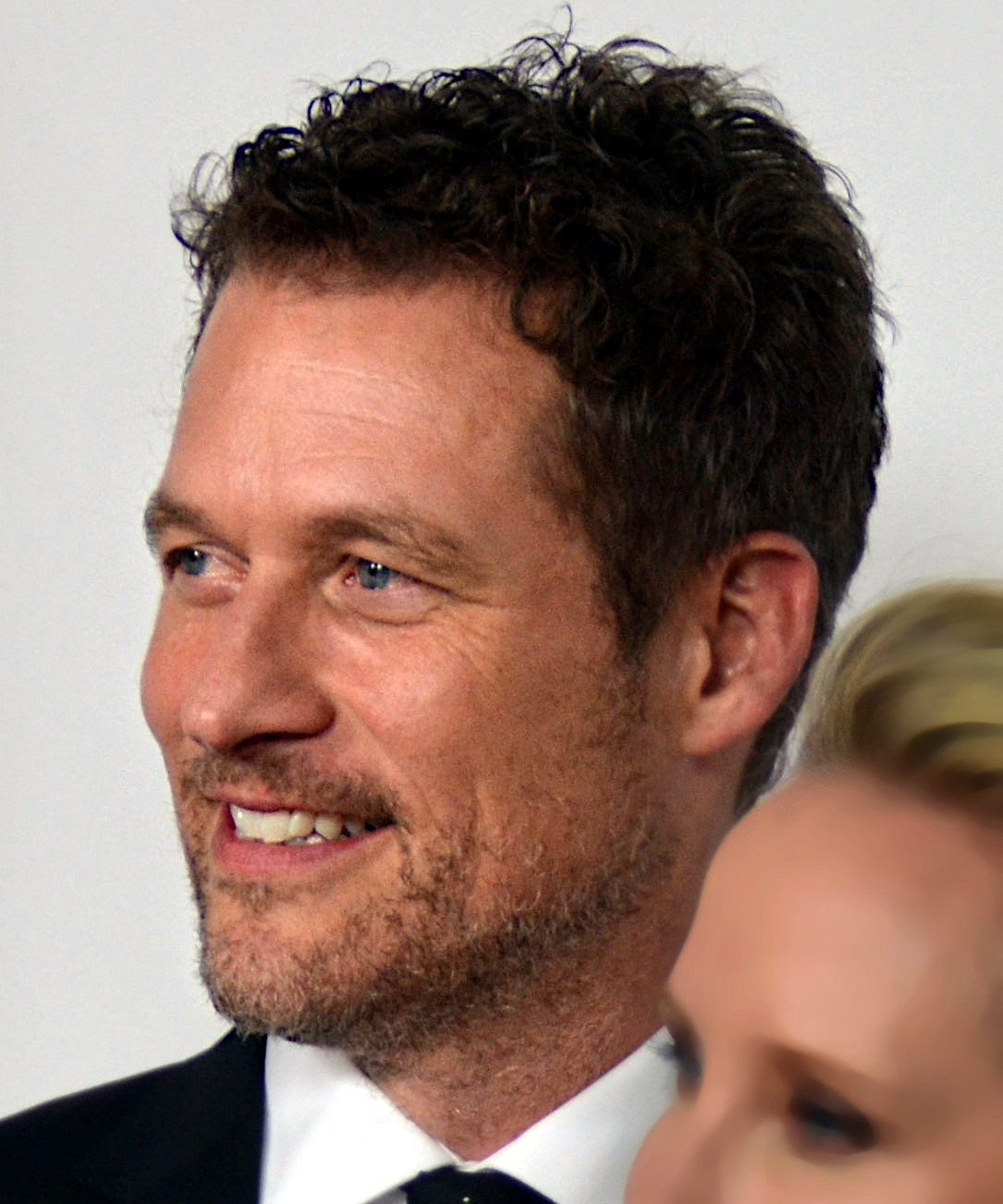
James Tupper interpreta David Clarke.

## Produzione
Nel gennaio del 2011 ABC ha ordinato l'episodio pilota di Revenge. Nel marzo dello stesso anno è stato annunciato che l'attrice Emily VanCamp avrebbe interpretato la protagonista Emily Thorne. In seguito anche Madeleine Stowe e Henry Czerny sono entrati a far parte del cast principale.
Il 13 maggio 2011 ABC ha confermato la produzione della serie televisiva, e il 17 maggio ha annunciato la data del suo debutto.
Visto il successo della prima stagione, il 10 maggio 2012 la serie è stata rinnovata per una seconda stagione, che è andata in onda dal 30 settembre 2012 nell'ambita fascia oraria precedentemente occupata da Desperate Housewives. Il 10 maggio 2013 la ABC ha rinnovato la serie per una terza stagione, mentre il 21 marzo 2014 per una quarta e ultima.

## Accoglienza
Lo show è stato accolto con recensioni positive, con un punteggio di 66/100 da parte di Metacritic.
Dorothy Rabinowitz del Wall Street Journal ha elogiato la serie, scrivendo che "L'arrivo di una serie televisiva drammatica pura e inalterata di una passione antica quanto l'uomo è qualcosa da celebrare. Questo è particolarmente vero in quanto Revenge risulta essere una serie molto affascinante nel suo modo soddisfacente e sgargiante" e attribuendo particolare elogio alla VanCamp per il "seducente e agghiacciante piano di bramosa vendetta".
BuddyTV ha classificato Revenge al terzo posto nella sua lista dei miglior nuovi spettacoli televisivi del 2011.
In Italia sono inoltre disponibili in DVD tutte e quattro le stagioni complete composte ognuna da 6 DVD.